# Hugo Barrette
Hugo Barrette (* 4. Juli 1991 in Cap-aux-Meules) ist ein ehemaliger kanadischer Bahnradsportler, der auf Kurzzeitdisziplinen spezialisiert war.

## Sportliche Laufbahn
Hugo Barrette wuchs in Québec auf, bis seine Familie in ihre Heimat auf den Magdalenen-Inseln zurückkehrte, wo der Vater als Hausarzt tätig ist. Barrette spielte zunächst Eishockey und betrieb Radsport auf der Straße zum Training im Sommer, was durch den dortigen ständigen, starken Wind erschwert wurde. Im Alter von 17 Jahren zog er wegen besserer Trainingsmöglichkeiten nach Montreal, verpasste aber die Qualifikation zu den Olympischen Spielen 2012. Im Jahr darauf gewann er gemeinsam mit Travis Smith und Joseph Veloce bei den Panamerikanischen Radsportmeisterschaften den Teamsprint mit einem neuen nationalen Rekord und wurde nationaler Meister im Sprint und im Keirin.
Im Januar 2014 belegte er beim Lauf des Bahnrad-Weltcups in Guadalajara Platz vier im Keirin, wodurch er Platz sieben in der UCI-Weltrangliste belegte, als erster kanadischer Mann in den Top Ten seit 20 Jahren.
Einige Zeit lang lebte Barrette in Kalifornien, um dort zu trainieren, aber mit der Eröffnung des Mattamy National Cycling Centre im kanadischen Milton zog er nach Ontario. Dort wurde er im Januar 2015 kanadischer Meister im Sprint für das Jahr 2014.
2015 errang Hugo Barrette bei den Panamerikanischen Spielen, deren Bahnwettbewerbe auf der Radrennbahn stattfanden, auf der er trainiert, drei Medaillen: jeweils eine goldene in Sprint und Teamsprint (mit Evan Carey und Joseph Veloce) sowie eine bronzene im Keirin. Beim Training vor Beginn der Wettkämpfe des Bahnrad-Weltcups 2015/16 in Cali verunglückte er: Aus unerklärlichen Gründen durchbrach er mit seinem Rad die Balustrade der Radrennbahn und stürzte auf die Tribüne; er musste im Krankenhaus versorgt werden.
Hugo Barrette wurde auf den Magdalenen-Inseln geboren, einer Inselgruppe mit rund 12 000 Einwohnern (Barrette: „mein Fanclub“), die im Südosten des Sankt-Lorenz-Golfs liegt. Das Kanadische Olympische Komitee ließ verlauten, Barrette sei „zu 99 Prozent“ der einzige Sportler von den Inseln, der es jemals geschafft habe, Mitglied einer kanadischen Nationalmannschaft für die Olympischen oder die Panamerikanischen Spiele zu werden.
2016 wurde Barrette für die Teilnahme an den Olympischen Spielen in Rio de Janeiro nominiert; im Keirin belegte er Rang 13. Im Jahr darauf wurde er Panamerikameister im Sprint, 2018 im Sprint sowie im Keirin. 2019 gewann er die Keirin-Gesamtwertung des Bahnrad-Weltcups 2018/19.
Im selben Jahr ging Barrette für einige Monate zum Training nach Trinidad und Tobago, wo bis zum Januar 2020 Erin Hartwell die dortige Nationalmannschaft trainierte. Im September brach er sich während der Panamerikameisterschaften, als er im Keirinrennen stürzte, die Schulter und konnte sich deshalb nicht für die Bahnradsport-Weltmeisterschaften 2020 in Berlin qualifizieren.
Im Juli 2020 wurde Hugo Barrette vom kanadischen Verband in den Kader für die Teilnahme an der Austragung der Olympischen Sommerspiele 2020 in Tokio im Jahr darauf berufen. 2021 gewann Barrette mit Nick Wammes und Ryan Dydak den Teamsprint beim Lauf des Nations’ Cup in Cali. In Tokio belegte er im Keirin den gemeinsamen Platz 23 und im Sprint Platz 19. Im Keirin-Wettbewerb gewann er die erste Runde, die aber wegen Stürzen anderer Fahrer annulliert wurde. Im nächsten Lauf stürzte er selbst und verletzte sich, zudem wurde er disqualifiziert. Anschließend beklagte er sich, Olympia ihm „gestohlen“ worden: Die Briten würden mit allem durchkommen, aber er sei ja „nur ein Kanadier“. Anschließend trat er vom Leistungsradsport zurück.

## Diverses
2022 war Hugo Barrette einer der Kandidaten in der kanadischen TV-Sendung Big Brother Celebrities. Er ist liiert mit der kanadischen Radsportlerin Kelsey Mitchell (Stand 2021).

## Erfolge
2012
- Panamerikameisterschaft – Teamsprint (mit Travis Smith und Joseph Veloce)

2013
- Panamerikameisterschaft – Teamsprint (mit Stéphane Cossette und Joseph Veloce)
- Kanadischer Meister – Sprint, Keirin

2014
- Panamerikameisterschaft – Keirin
- Kanadischer Meister – Sprint

2015
- Panamerikaspielesieger – Sprint, Teamsprint (mit Evan Carey und Joseph Veloce)
- Panamerikaspiele – Keirin
- Panamerikameisterschaft – Sprint
- Kanadischer Meister – Sprint, Keirin, Teamsprint (mit Evan Carey und Joseph Veloce)

2017
- Panamerikameister – Sprint
- Kanadischer Meister – Sprint, Keirin, Teamsprint (mit Patrice St-Louis Pivin und Joel Archambault)

2018
- Panamerikameister – Sprint, Keirin
- Kanadischer Meister – Sprint, 1000-Meter-Zeitfahren, Teamsprint (mit Patrice St-Louis Pivin und Joel Archambault)

2019
- Bahnrad-Weltcup 2018/19 – Gesamtwertung Keirin

2021
- Nations’ Cup in Cali – Teamsprint (mit Nick Wammes und Ryan Dodyk)